# Gloydius rubromaculatus
Gloydius rubromaculatus (лат.) — вид ядовитых змей семейства гадюковых. Обитает в Китае (Тибет, Цинхай и Сычуань).

## Внешний вид
Тело преимущественно серовато-белое, иногда коричневато-жёлтое, с красными поперечными полосами. На чешуйках головы имеются пятна, хотя у некоторых особей они могут отсутствовать. На голове как правило семь (редко восемь) верхнегубных и 10 (реже 9, 11 или 12) нижнегубных щитков. Брюшных щитков 146—158 у самцов и 153—163 у самок. Подхвостовых — 41—43 и 35—43 у самцов и самок соответственно.
От других видов рода отличается наличием трёх нёбных зубов, 21 рядом чешуй вокруг середины тела, овальной формой головы, коричневато-чёрными глазами, особенностями рисунка и строением черепа и гемипенисов.

## Ареал
Вид известен из Китая в провинциях Цинхай (вдоль реки Тунтяньхэ) и Сычуань (уезд Сершю) и в Тибетском автономном регионе (уезд Джомда) на высоте от 3300 до 4770 м над уровнем моря. По высоте распространения среди всех змей этот вид уступает лишь Gloydius himalayanus, который может встречаться на высоте 4880 м.

## Образ жизни
Придерживается горных перевалов, песчаных берегов рек, освещённых склонов, кустарниковых сообществ и глинистых сланцев. В фекалиях этих змей находили непереваренные остатки бабочек, в том числе представителей рода Sideridis, а в желудках — новорождённых китайских цокоров (Eospalax fontanierii). В неволе молодые щитомордники поедали бабочек и мышат.